# العقدة الرقبية السفلية
العقدة الرقبية السفلية عقدة بين القاعدة المستعرضة لآخر فقرة عنق الرحم وعنق الضلع الأول، على جانب الشريان الضلعي للرقبة وهي أكبر حجما من العقدة العنقية الوسطى، وقد تتصل بالعقدة الصدرية الأولى فيما يقال له العقدة النجمية.